# Source Code

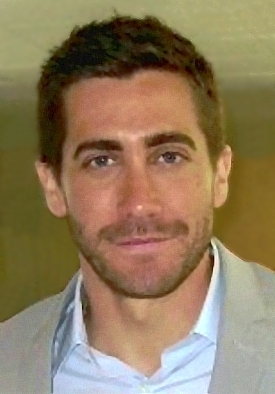
Jake Gyllenhaal como el capitán Colter Stevens.

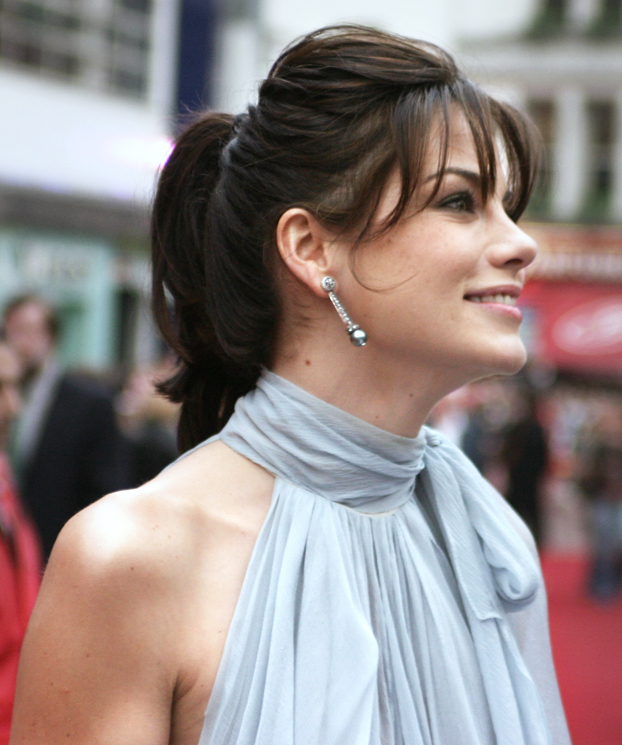
Michelle Monaghan como la pasajera Christina Warren.

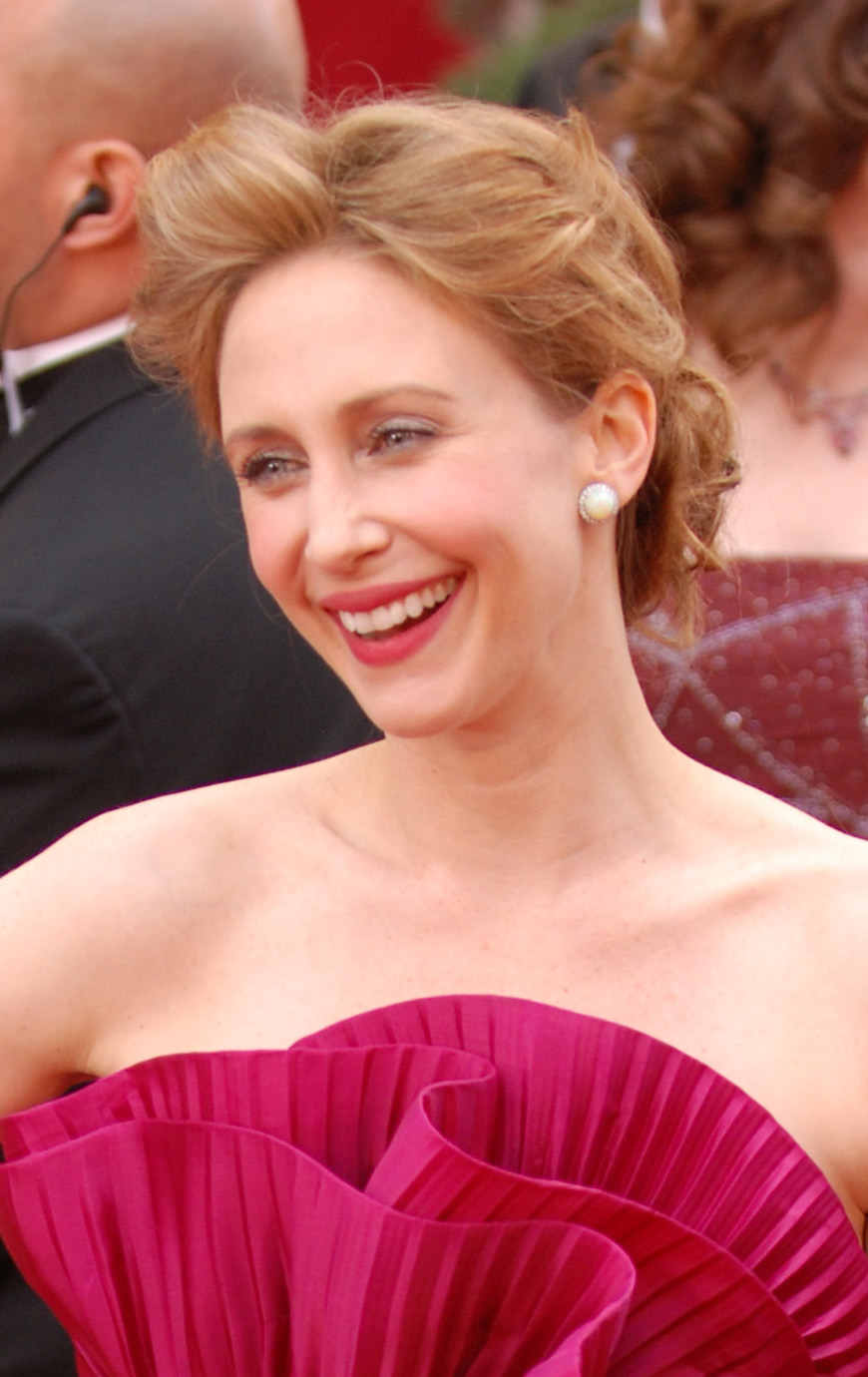
Vera Farmiga como la oficial Colleen Goodwin.

Source Code ―titulada Código fuente en España. y Ocho minutos antes de morir en Hispanoamérica― es una película estadounidense de ciencia ficción dirigida por Duncan Jones y protagonizada por Jake Gyllenhaal, Michelle Monaghan, Vera Farmiga y Jeffrey Wright. Estrenada el 1 de abril de 2011 en Estados Unidos, el 15 de abril en España y el 23 de junio en Argentina, la película fue adaptada a una serie de televisión.

## Argumento
El capitán Colter Stevens (Jake Gyllenhaal) se despierta en un tren a toda velocidad sin saber cómo ha llegado allí. Sentado frente a él se encuentra una hermosa joven llamada Christina (Michelle Monaghan), que él no conoce, aunque ella le demuestra que lo conoce a él. Tras refugiarse en los baños del tren, se sorprende al ver en el espejo el reflejo de otro hombre, además de tarjetas de crédito y documentos en su cartera que pertenecen a un profesor de historia llamado Sean Fentress. Posteriormente una gran explosión hace saltar el tren por los aires.
Inmediatamente después, Stevens es transportado a una unidad de aislamiento de alta tecnología, donde una mujer con uniforme militar llamada Colleen Goodwin (Vera Farmiga) exige que le cuente todo lo que ha visto en el interior del tren pero Colter esta confundido alegando que no sabe quien es y que esta haciendo y Goodwin le hace repetir unos ejercicios de memoria para que le ayude a recordar, Colter recuerda parciamente y le siguen interrogando sobre la bomba del tren pero aun no sabe quien la puso por lo que es enviando de nuevo al tren 8 minutos antes de que explote de nuevo.
De regreso en el tren y creyendo que está siendo probado en una simulación computarizada, Colter encuentra la bomba oculta en un respiradero dentro del baño, pero no puede identificar al terrorista, Stevens deja la bomba y vuelve a bajar a la cabina principal ideando la forma de buscarlo, donde se le ocurre decir que es un agente de seguridad tratando de alertar a todos de apagar sus dispositivos pero golpea a un tipo que no hizo caso porque aun usaba su laptop dónde es atendido por Christina y después el tren explota de nuevo.
Colter vuelve a despertar en su cápsula y Goodwin le pregunta por la bomba y sus características a lo que Colter le dice que la hallo en el baño pero exige hablar con el Dr.Rutledge, que le informe ya que recuerda que es su oficial al mando, se entera de que la explosión del tren realmente ocurrió, le dan una vaga explicación de que todo es real y hay vidas en juego, Colter recuerda que estuvo en Afganistán hace unos 2 días pero Goodwin le dice que debe volver para saber quien es el terrorista.
Es enviado de nuevo una vez más, donde esta vez, desembarca del tren con Christina para seguir a un sospechoso que salió del baño en el tren. Esto resulta ser un callejon sin salida ya que el tren aun explota en la distancia, además Stevens cae sobre las vías y es golpeado por un tren que pasaba mientras intentaba interrogar al sospechoso. 
La fuente de alimentación de la cápsula funciona mal cuando Colter vuelve a despertar. Afirma haber salvado a Christina, pero el Dr. Rutledge le dice que ella se salvó solo dentro del "Código Fuente". El Dr.Rutledge explica que el Código Fuente es una máquina experimental que reconstruye el pasado utilizando los recuerdos colectivos residuales de los pasajeros muertos de ocho minutos antes de su muerte donde permitirá existir brevemente a Colter en el código fuente como Sean Fentress por la compatibilidad biológica para así poder saber quien hizo el atentado. Cada vez que regresa al tren, Colter dispone de tan solo 8 minutos para descubrir la identidad del peligroso terrorista. Por lo tanto, lo único que importa es encontrar al terrorista para evitar el segundo ataque en Chicago ya que el terrorista dejó un mensaje de otro atentado. 
En la siguiente iteracion, Colter busca un arma que puede usar ya que Goodwin le indicó antes del viaje su ubicación para que pueda completar su misión pero es arrestado por parte de la seguridad del tren por tratar de obtenerla, allí le pregunta Christina que estaba haciendo y Colter le dice que haría si tuviera un minuto de vida y le dice que llamaría a su padre para disculparse y luego el tren estalla de nuevo.
Colter regresa del Código Fuente diciéndole a Goodwin que la idea del arma no sirvió de nada y que le hable a su padre pero ésta le dice que lo hará pronto y le ordena volver de nuevo al tren, estando de vuelta Colter le dice a Christina que busque a su amigo perdido en Afganistán con su nombre real para evitar sospechas mientras que Colter ve a un tipo hablando por el celular pensando que es el terrorista pero es otra falsa alarma y ve una enfermera con un bolso médico del ejército donde que pide que le explique el logo que vio antes en el uniforme de Goodwin antes de llegar de nuevo al tren, le dice que es la fuerza aérea de Nells, le pide a la enfermera su teléfono para contactar a la base Nells y que le comuniquen al Dr.Rutledge pero Christina le revela que su amigo fue reportado como muerto en acción 2 meses antes. Regresa a la cápsula de nuevo sin explicación dando a entender que volvió a fallar en la misión, allí se enfrenta a Goodwin y al Dr.Rutledge, quien revela que le falta la mayor parte de su cuerpo, que está en soporte vital y conectado a sensores neuronales. La cápsula y su cuerpo sano son "manifestaciones" hechas por su mente para dar sentido al entorno. Colter está enojado por este encarcelamiento forzado. El Dr.Rutledge le ofrece desconectarlo después de la misión, y Colter finalmente acepta.
En el siguiente intento Colter va por el arma de manera discreta y busca la forma de desconectar la bomba pero falla y explota, no teniendo más opciones, Colter regresa una y otra vez en múltiples veces para aprender cómo desactivarla y lo hace al desconectar un celular que haría como detonador de forma correcta, allí busca el registro de llamadas y llama al único número que tiene, suena el teléfono y un hombre voltearse, Colter avanza por el tren y le dice que se de vuelta, uno lo hace mientras que el otro hombre que está delante de él no lo oye y se va. Colter se sienta al lado del primer tipo y lo amenaza con una pistola diciendo que no puede matar a nadie. El hombre jura que estaba hablando con su esposa, por lo que él hace llamar de nuevo el teléfono. De repente suena otro teléfono y le pide disculpas al tipo sentado. Oye el teléfono afuera y sigue al otro sujeto que entrega la billetera a la persona que se le cayó, esté sospechoso deja su billetera en una entrada al tren, Colter la recoje y finalmente identifica el terrorista como Derek Frost. Las puertas se cierran, así que Colter abre la puerta con la manija de emergencia y salta para poder ir tras él. 
Colter lo ve entrar en una camioneta blanca y se acerca a él memorizando la matrícula del vehículo de Frost, y descubre una bomba sucia construida dentro de una furgoneta propiedad de Frost, Christina lo sigue, y Frost les dispara a ambos, Frost le da todo el discurso sobre por qué lo estaba haciendo a un Colter estando moribundo. Su explicación es que el Mundo es un infierno y que hay que destruirlo para que se reconstruya. Derek se sube la furgoneta y lo deja ahí. La bomba en el tren explota de todas formas ya que había otro celular conectado como detonador,  Colter se da cuenta de esto cuando Frost vuelve a marcar su celular antes de irse.
Fuera del Código Fuente, Colter transmite su conocimiento a Goodwin, lo que ayuda a la policía a arrestar a Frost y evita el segundo ataque. Se le felicita por completar su misión al Dr. Rutledge, dónde esté incumple en secreto su acuerdo de dejar morir a Colter, ya que sigue siendo el único candidato capaz de entrar en el Código Fuente haciéndole que le borre la memoria para que haga otra misión.
Siendo más comprensivo con su difícil situación, Goodwin envía a Stevens de regreso por última vez al tren y promete desconectar su soporte vital después de los 8 minutos. Esta vez, fija una cita con Christina, luego desactiva la bomba, detiene a Frost y lo denuncia a la policía con uno de los  teléfonos de la bomba. Llama a su padre con el teléfono personal de Fentress bajo la apariencia de un compañero soldado y se reconcilia con él y le envía un correo electrónico a Goodwin con el teléfono de Frost. Después de ocho minutos, Goodwin interrumpe el soporte vital de Colter.
A medida que el mundo que lo rodea continúa progresando más allá de los ocho minutos, Colter confirma su sospecha de que el Código Fuente no es simplemente una simulación, sino más bien una máquina que le permite crear líneas de tiempo alternativas. Él y Christina bajan del tren y tienen una cita en el centro de Chicago. En la misma realidad alternativa, la otra Goodwin recibe el mensaje de Colter. Él le habla de la verdadera capacidad del Código Fuente y le pide que ayude a la versión de realidad alternativa de él.

## Reparto
| Actor                                 | Personaje                                      |
| ------------------------------------- | ---------------------------------------------- |
| Jake Gyllenhaal (1980-)               | Capitán Colter Stevens                         |
| Vera Farmiga (1973-)                  | Oficial Collen Goodwin                         |
| Jeffrey Wright (1965-)                | Doctor Rutledge                                |
| Michelle Monaghan (1976-)             | Christina Warren (pasajera, amiga de Sean)     |
| Michael Arden (1982-)                 | Derek Frost                                    |
| Russell Peters (Toronto, 1970-)       | Max Denoff (comediante)                        |
| Scott Bakula (1954-)                  | Donald Stevens, padre de Colter (cameo de voz) |
| Frédérick De Grandpré (Quebec, 1972-) | Sean Fentress (reflejo)                        |
| Cas Anvar                             | Hazmi                                          |

## Producción
La producción se empezó a filmar en el mes de abril de 2010. Se rodó entre Estados Unidos y Canadá, en las ciudades de Chicago y Quebec. Topher Grace fue considerado para interpretar el papel principal. Con motivo de la promoción de la película Jake Gyllenhaal y el director Duncan Jones estuvieron en Madrid, España el 5 de abril, donde atendieron a la prensa del país.

## Recepción

### Respuesta crítica
Según la página de Internet Rotten Tomatoes obtuvo un 91% de comentarios positivos, llegando a la siguiente conclusión: «La búsqueda de la historia humana dentro de la acción, el director Duncan Jones y un carismático Jake Gyllenhaal obtienen un inteligente y satisfactorio thriller de ciencia ficción». Peter Travers escribió para Rolling Stone que «piensa en Atrapado en el tiempo transformándose de comedia en thriller y tendrás una idea de la endiablada trama de Source Code». Roger Ebert señaló: «Un ingenioso thriller [...] una película que perdonarás lo absurda que es porque te dejará perplejo». Según la página de Internet Metacritic obtuvo críticas positivas, con un 74%, basado en 41 comentarios de los cuales 34 son positivos.

### Taquilla
Estrenada en cines en 2011, debutó en segunda posición en la taquilla estadounidense con 14 millones de dólares estadounidenses, con una media por sala de 5002 dólares, por delante de Insidious y por detrás de Hop. Recaudó 54 millones en Estados Unidos. Sumando las recaudaciones internacionales la cifra asciende a 123 millones. El presupuesto estimado invertido en la producción fue de 32 millones.